# Тетрасилицид пентанеодима
Тетрасилицид пентанеодима — бинарное неорганическое соединение
неодима и кремния
с формулой Nd5Si4,
кристаллы.

## Получение
- Сплавление стехиометрических количеств чистых веществ:

{\displaystyle {\mathsf {5Nd+4Si\ {\xrightarrow {1565^{o}C}}\ Nd_{5}Si_{4}}}}

## Физические свойства
Тетрасилицид пентанеодима образует кристаллы
тетрагональной сингонии,
пространственная группа P 41212,
параметры ячейки a = 0,7868 нм, c = 1,478 нм, Z = 4.